# Pentyl butyrat

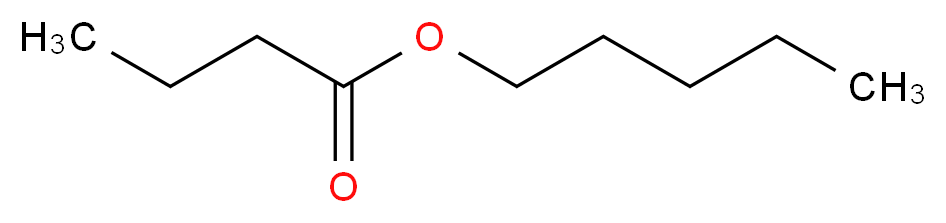

Pentyl butyrat, còn được gọi là pentyl butanoat hoặc amyl butyrat, là một este được hình thành khi pentanol phản ứng với axit butyric, thường có axit surfuric làm chất xúc tác. Nó có công thức là C9H18O2, khối lượng phân tử là 158,24 g/mol, mật độ 860 kg/m³, nhiệt độ sôi là 186 °C và nhiệt độ nóng chảy là -73,2 °C.Pentyl butyrat là chất lỏng không màu. Mật độ ít dày đặc hơn nước, nó không thể hòa tan trong nước nhưng có thể hòa tan trong cồn. Pentyl axetat có thể phát ra hơi khói và khói thuốc khi đốt cháy. Được sử dụng để làm chất dẻo.
Pentyl butyrat có mùi vị đặc trưng của quả mận, quả mơ. Hóa chất này được sử dụng làm chất phụ gia trong thuốc lá. Hơi cháy của nó sẽ dễ dàng bốc cháy thành lửa, tia lửa hay ngọn lửa. Hơi của Pentyl axetat có thể tạo thành hỗn hợp nổ với không khí. Hơi có thể đi đến nguồn đánh lửa và quay trở lại. Hầu hết hơi nặng hơn không khí. Chúng sẽ lan dọc theo mặt đất và tập hợp ở các khu vực thấp hoặc hạn chế (cống rãnh, tầng hầm, bể chứa). Hơi của Pentyl axetat nổ gây nguy hiểm trong nhà, ngoài trời hoặc trong hệ thống cống rãnh. Những chất được chỉ định bằng một (P) có thể trùng hợp một cách dễ nổ khi bị nung nóng hoặc dính vào lửa. Thải bỏ vào cống có thể gây nguy cơ hỏa hoạn. Có nhiều chất lỏng nhẹ hơn nước.
Pentyl axetat có thể gây độc nếu hít phải hoặc hấp thu qua da. Hít phải hay tiếp xúc với chất này có thể gây kích ứng hoặc cháy da và mắt. Hỏa hoạn sẽ tạo ra các chất khí gây kích ứng, ăn mòn hoặc độc. Hơi có thể gây chóng mệt hoặc nghẹt thở. Nước chảy từ lửa hoặc nước pha loãng có thể gây ô nhiễm.